# 7357-es mellékút (Magyarország)
A 7357-es számú mellékút egy alig több, mint másfél kilométer hosszú, ennek ellenére négy számjegyű országos közútként számozódó útszakasz Zala vármegyében. Jelentősége – a helyi közlekedés könnyítésén felül – egyrészt idegenforgalmi jellegű, hiszen a megye egyik nagy múltú, termál fürdőkomplexumának megközelítését segíti, másrészt a történelmi múltban gyökerezik, hiszen a Zala folyó alsó szakaszán az itteni a legrégebbi olyan híd, amelynek létezéséről ismeretesek okirati bizonyítékok, a 13. századból.

## Nyomvonala
A 7356-os útból ágazik ki, annak 800-as méterszelvényénél, Kehidakustány Zala-hídjának nyugati hídfőjénél, már kehidai területen. Északnyugat felé indul, déli oldalán idegenforgalmi létesítmények, vendéglátóhelyek sorakoznak, északi oldala beépítetlen. A Kossuth Lajos utca nevet viseli, egy szakaszon északnak fordul, majd 1,2 kilométer után teljesen beér a történelmi kehidai településközpont házai közé és ott nyugatnak fordul. A központ északi felében ér véget, beletorkollva a 7352-es útba, annak 13,250-es kilométerszelvényénél, nem messze a kehidai Deák család itteni kúriájától.
Teljes hossza, az országos közutak térképes nyilvántartását szolgáló kira.gov.hu adatbázisa szerint 1,512 kilométer.

## Története
A kehidai országút hídjára vonatkozik a Zala vármegyei hidakat érintő legrégebbi, ismert írott emlék: 1232-ből tanúsítja egy okirati, hogy itt volt a Zalán az utolsó kedvező átkelési hely: híd vagy hidak.

## Hídjai
A kehidakustányi híd azon kevés Zala vármegyei híd közé tartozik, amelyek túlélték a második világháborút. A híd az akkor 16. számú törvényhatósági út 1+874 kilométerszelvényében épült, 1912-ben, jelenleg a hivatalos nyilvántartás adatai szerint a 7356-os út 0+535 kilométerszelvényénél található. Négynyílású, vasbeton szerkezetű híd, melynek teljes hossza 89,0 méter.